# Slalomeuropamästerskapen i kanotsport 2004
Slalomeuropamästerskapen i kanotsport 2004 anordnades den 4-6 juni i Skopje, Makedonien. 

## Medaljsummering

### Medaljtabell
| Pl.    | Nation         | Guld | Silver | Brons | Totalt |
| ------ | -------------- | ---- | ------ | ----- | ------ |
| 1      | Tjeckien       | 3    | 0      | 2     | 5      |
| 2      | Slovakien      | 1    | 1      | 1     | 3      |
| 3      | Frankrike      | 1    | 1      | 0     | 2      |
| 3      | Schweiz        | 1    | 1      | 0     | 2      |
| 5      | Tyskland       | 0    | 1      | 1     | 2      |
| 6      | Storbritannien | 0    | 1      | 0     | 1      |
| 6      | Polen          | 0    | 1      | 0     | 1      |
| 8      | Italien        | 0    | 0      | 1     | 1      |
| 8      | Slovenien      | 0    | 0      | 1     | 1      |
| Totalt | Totalt         | 6    | 6      | 6     | 18     |

### Herrar
| Gren                          | Guld | Poäng  | Silver                                                                                            | Poäng  | Brons                                                                                                   | Poäng  |
| C-1                           | Tomáš Indruch (CZE)                                                                                     | 200,82 | Krzysztof Bieryt (POL)                                                                            | 200,92 | Nico Bettge (GER)                                                                                       | 201,43 |
| C-1 lag                       | Tjeckien Tomáš Indruch Jan Mašek Ondřej Pinkava                                                         | 226,77 | Slovakien Alexander Slafkovský Dušan Ovčarík Juraj Minčík                                         | 228,05 | Slovenien Simon Hočevar Dejan Stevanovič Jošt Zakrajšek                                                 | 234,86 |
| C-2                           | Tjeckien Jaroslav Volf Ondřej Štěpánek                                                                  | 207,34 | Frankrike Martin Braud Cédric Forgit                                                              | 210,17 | Slovakien Ladislav Škantár Peter Škantár                                                                | 212,37 |
| C-2 lag (inte officiell gren) | Tjeckien Jaroslav Volf & Ondřej Štěpánek Marek Jiras & Tomáš Máder Jaroslav Pospíšil & Jaroslav Pollert | 246,91 | Slovakien Ľuboš Šoška & Peter Šoška Ladislav Škantár & Peter Škantár Milan Kubáň & Marián Olejník | 251,52 | Polen Andrzej Wójs & Sławomir Mordarski Jarosław Miczek & Wojciech Sekuła Marcin Pochwała & Paweł Sarna | 254,45 |
| K-1                           | Julien Billaut (FRA)                                                                                    | 190,34 | Mathias Röthenmund (SUI)                                                                          | 191,66 | Daniele Molmenti (ITA)                                                                                  | 192,16 |
| K-1 lag                       | Schweiz Mathias Röthenmund Thomas Mosimann Michael Kurt                                                 | 218,86 | Storbritannien Anthony Brown Campbell Walsh Huw Swetnam                                           | 220,36 | Tjeckien Ivan Pišvejc Lukáš Kubričan Tomáš Kobes                                                        | 221,82 |

### Damer
| Gren                          | Guld                                                      | Poäng  | Silver                                                    | Poäng  | Brons                                                        | Poäng  |
| K-1                           | Elena Kaliská (SVK)                                       | 209,40 | Jenny Apel (GER)                                          | 212,70 | Irena Pavelková (CZE)                                        | 213,76 |
| K-1 lag (inte officiell gren) | Tjeckien Irena Pavelková Marcela Sadilová Marie Řihošková | 246,58 | Slovakien Elena Kaliská Gabriela Stacherová Jana Dukátová | 257,48 | Storbritannien Laura Blakeman Heather Corrie Kimberley Walsh | 261,04 |